# Anden juledag (film)
Anden juledag er en kortfilm fra 2000 instrueret af Carsten Myllerup efter eget manuskript.

## Handling
Alfred og Erna har solgt gården og er netop flyttet ind til provinsbyen. Det er 2. juledag om formiddagen, og de venter hele familien til den årlige julefrokost – nu for første gang i det lille parcelhus. Alfred har det svært med den nye tilværelse, men han opdager, at han stadig har meget at miste.